# Artigues, Aude
Artigues là một xã của Pháp, nằm ở tỉnh Aude trong vùng Occitanie.
Người dân địa phương trong tiếng Pháp gọi là Artigois.
Khoảng cách so với các thành phố lớn: 
- Perpignan 59 km
- Carcassonne 61 km
- Font-Romeu 64 km7
- Narbonne 97 km

## Hành chính
| Danh sách các xã trưởng                |           |                   |      |         |
| Giai đoạn                              | Giai đoạn | Tên               | Đảng | Tư cách |
| tháng 3 năm 2008                       | 2014      | Serge Mounié      | PS   |         |
| tháng 3 năm 2001                       | 2008      | Christian Domingo |      |         |
| Tất cả các dữ liệu trước đây không rõ. |           |                   |      |         |

## Thông tin nhân khẩu
| Năm | 1962 | 1968 | 1975 | 1982 | 1990 | 1999 |
| --- | ---- | ---- | ---- | ---- | ---- | ---- |
| Dân số | 92   | 102  | 95   | 94   | 83   | 82   |
| From the year 1968 on: No double counting—residents of multiple communes (e.g. students and military personnel) are counted only once. |      |      |      |      |      |      |